# Golf van Gera
De Golf van Gera (Grieks: Κόλπος Γέρας, Kólpos Géras) is naast die van Kallonis een van de twee baaien die het eiland Lesbos telt.
Doordat in het verleden veel leerlooierijen hun afvalwater op deze baai loosden, zou het water ernstig vervuild zijn en vis ontbreken. De talrijke vissershaventjes langs deze baai doen echter anders vermoeden.